# Ruinaulta

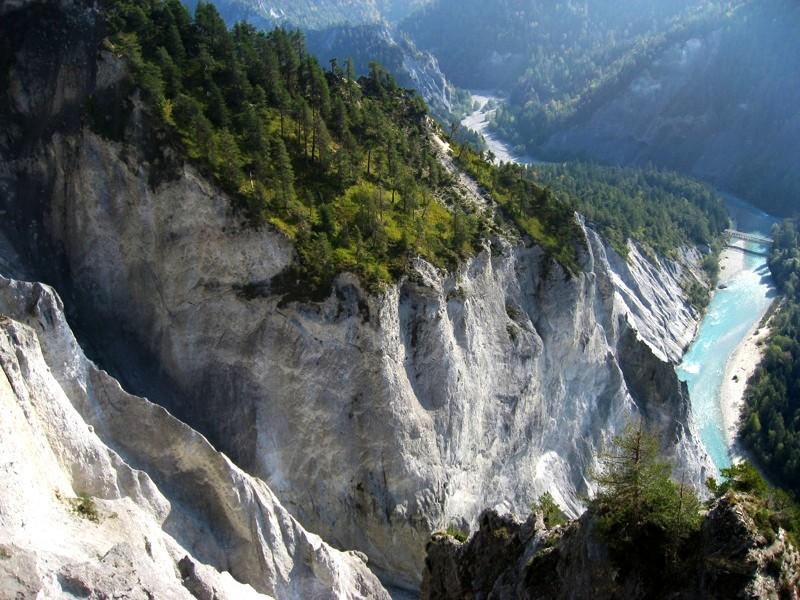
Ruinaulta

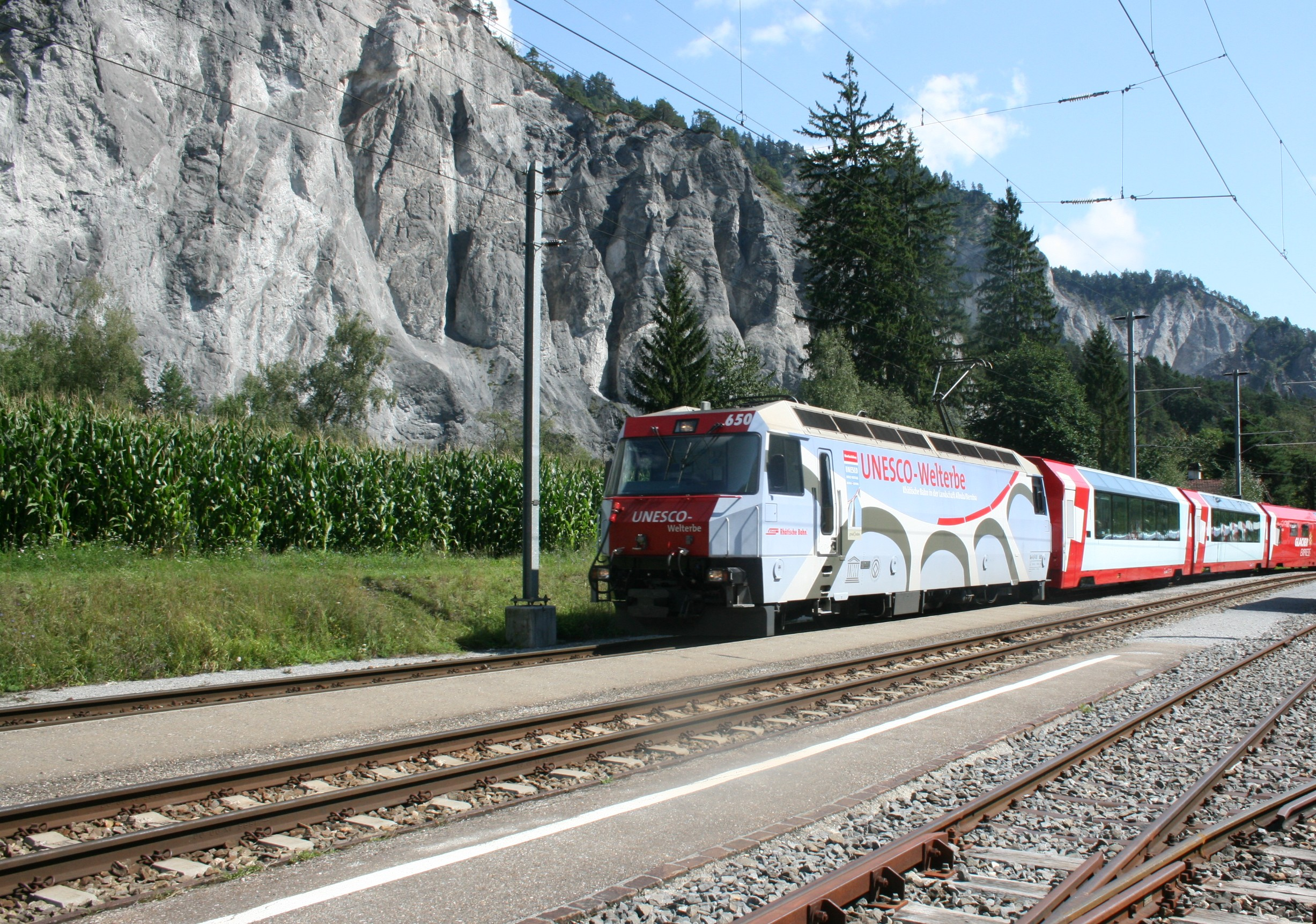
Il Glacier Express attraverso la gola

Ruinaulta (in tedesco Rheinschlucht) è una gola formata dal Reno Anteriore appena prima della sua confluenza con il Reno Posteriore a Reichenau. Si trova in Svizzera (Canton Grigioni).
La gola è anche conosciuta come Canyon del Reno oppure come Gran Canyon svizzero (e questo più per le sue dimensioni che per qualsiasi somiglianza con il Grand Canyon). La gola, protetta da scogliera per centinaia di metri, è zona boscosa e di rifugio per la fauna.
È facilmente accessibile solamente dalla linea Ruinaulta della ferrovia retica ed è zona conosciuta e frequentata dai praticanti del rafting.
A ridosso della Ruinaulta si ergeva la fortificazione di Schiedberg, di cui oggi sono visibili le rovine.